# G. Venugopal
G. Venugopal (n. en Trivandrum, Kerala el 10 de diciembre de 1960) es un cantante de playback y compositor indio. Dotado de una voz descrita por los amantes de la música más exigentes, ha sido considerado como "la voz rica e increíblemente ", "exuberante", "opulento" y por dotar una calidad musical cantada, lleno de profundidad y calidez, es así como G. Venugopal ha tenido un lapso corto para convertirse en un cantautor por excelencia. Proveniente de una familia de músicos dedicados a la música clásica, G. Venugopal comenzó su carrera interpretado una canción para una película titulada "Odaruthammaava Aalariyaam" (1984). Desde entonces ha interpretado temas musicales para más de 300 películas y además tiene más de 500 álbumes publicados. Los numerosos de premios que ha ganado, ha sido nominado como el Mejor Cantante de playback (otorgado por el gobernador del estado de Kerala), en la que fue nominado tres veces por la Crítica de Cine y para el Premio Kerala Kaumudi Gallop (dos veces). El premio del Estado de Kerala en el 2004, le nominó tras interpretar uno de sus éxitos titulado "aadedee..aadaadedee", que fue interpretada para una película titulada "Ullam". Fue reconocido por un gran recuento de premios estatales y por su impresionante trayectoria. Los programas musicales transmitidos en varios canales de la televisión de Malayalam, su nombre se hizo más popular al resto de la India. G. Venugopal ha compuesto dos temas musicales, uno para su disco titulado "Mizhiyariyathe" y otro para el Gobierno de Kerala. Además estuvo en un proyecto conocido como Harithasree, para componer una canción inspirados en los poemas de la poetisa Sugatha Kumari.

## Obras populares
| Año  | Título                          | Película                 | Director musical             |
| ---- | ------------------------------- | ------------------------ | ---------------------------- |
| 1986 | Raree rareeram raroo            | Onnu muthal poojyam vare | Mohan Sithara                |
| 1987 | Onnaam raagam paadi             | Thoovanathumbikal        | Perumbavoor G. Raveendranath |
| 1988 | Chandanamanivathil              | Marikunilla Njaan        | Raveendran                   |
| 1988 | Kaanaanazhakulla maanikyakuyile | Oozham                   | M. K. Arjunan                |
| 1988 | Manasse shaanthamaaku           | Aalilakkuruvikal         | Mohan Sithara                |
| 1988 | Unarumee gaanam                 | Moonam Pakkam            | Ilayaraja                    |
| 1989 | Pallitherundo                   | Mazhavilkkaavadi         | Johnson (composer)           |
| 1990 | Swargangal Swapnam Kaanum       | Maalooty                 | Johnson (composer)           |
| 1990 | Thaane Poovitta Moham           | Sasneham                 | Johnson (composer)           |
| 1990 | Thooval vinnin maaril chaarthi  | Thalayanamanthram        | Johnson (composer)           |
| 1991 | Etho varmukilin                 | Pookalam Varavayi        | Ouseppachan                  |
| 1991 | Maayaamanchalil                 | Ottayaal Pattalam        | Sharreth                     |
| 1991 | Thumbapu kodiyuduthu            | Sandesham                | Johnson (composer)           |
| 1993 | Karuka vavayal kuruvi           | Dhruvam                  | S. P. Venkatesh              |
| 1997 | Gurucharanam sharanam           | Gurú                     | Ilayaraja                    |
| 2003 | Thamara Noolinal                | Mullavalliyum Thenmavum  | Ouseppachan                  |